# Grecia en los Juegos Olímpicos de Moscú 1980
Grecia estuvo representada en los Juegos Olímpicos de Moscú 1980 por un total de 41 deportistas que compitieron en 8 deportes.  
El portador de la bandera en la ceremonia de apertura fue el regatista Ilías Jatzipavlís.

## Medallistas
El equipo olímpico griego obtuvo las siguientes medallas:
| Nombre                                                      | Deporte            | Competición |
| ----------------------------------------------------------- | ------------------ | ----------- |
| Oro                                                         |                    |             |
| Stelios Miyakis                                             | Lucha grecorromana | 62 kg M     |
| Plata                                                       |                    |             |
| —                                                           |                    |             |
| Bronce                                                      |                    |             |
| Yeoryos Jatziioannidis                                      | Lucha libre        | 62 kg M     |
| Anastasios Bunturis Anastasios Gavrilis Aristidis Rapanakis | Vela               | Soling M    |